# Pygiopsylla hoplia
Pygiopsylla hoplia är en loppart som beskrevs av Jordan et Rothschild 1922. Pygiopsylla hoplia ingår i släktet Pygiopsylla och familjen Pygiopsyllidae. Inga underarter finns listade i Catalogue of Life.